# سیارک ۱۲۰۰۳
سیارک ۱۲۰۰۳ (به انگلیسی: 12003 Hideosugai، نامگذاری:1996FM5) دوازده هزار و سومین سیارک کشف شده‌است که در ۲۰ مارس ۱۹۹۶ کشف شد.
قدر مطلق سیارک برابر ۴۸.۹ است.